# Florencio Morán
Florencio Javier Morán Manzo (Guadalajara Jalisco, México 27 de marzo de 1987). Es un futbolista mexicano que juega en la demarcación de portero actualmente con el San José Fútbol Club de la Liga de Balompié Mexicano.

## Trayectoria

### Inicios
Se inició en la Primera División A con  el Puebla Fútbol Club en 2005, siendo arquero suplente del equipo participando solamente en algunos partidos. Logra el ascenso con el equipo al máximo circuito, aunque sería registrado como tercera opción por debajo de Oscar Dautt y de Jorge Villalpando.

### Atlas y Coras de Tepic
Para el Apertura 2009 llega al Atlas de Guadalajara, con el equipo tapatio no logra consolidarse como titular y llega a jugar de forma escasa alternando encuentros con el filial de Segunda División y el equipo sub-20. 
En la temporada 2010-2011 juega con los Coras de Tepic, teniendo la misma suerte que con el Atlas.

### Leones Negros de la U. de G.
Para el 2011 se une a los Leones Negros de la U. de G., donde logra cierta regularidad, pero al igual que en sus anteriores equipos, sin poderse consolidar en el puesto de titular. Con los universitarios logra el campeonato en el torneo Apertura 2013 y posteriormente el ascenso a la máxima categoría ganando la Final de Ascenso 2013-14. Durante la estadía del club en Primera División, Morán se mantiene como tercer portero por debajo de Humberto Hernández y de Iván Vázquez Mellado.
Tras el descenso del equipo y la salida de Iván Vázquez Mellado del club, Morán vuelve a convertirse en 2.º portero, siendo titular con la UdeG en las ediciones del Apertura 2015, Clausura 2016 y Apertura 2016 de la Copa México.

## Clubes
| Club                         | País   | Año         |
| ---------------------------- | ------ | ----------- |
| Puebla Fútbol Club           | México | 2005 - 2008 |
| Club Atlas de Guadalajara    | México | 2009 - 2010 |
| Deportivo Tepic              | México | 2010 - 2011 |
| Leones Negros de la U. de G. | México | 2013 - 2019 |
| Loros de Colima              | México | 2019 - 2020 |
| San José Fútbol Club         | México | 2020 - Act  |

## Palmarés

### Campeonatos nacionales
| Título                    | Club                         | País   | Año    |
| ------------------------- | ---------------------------- | ------ | ------ |
| 1.ª División "A"          | Puebla Fútbol Club           | México | A-2006 |
| Campeón de Ascenso        | Puebla Fútbol Club           | México | 2007   |
| Liga de Ascenso de México | Leones Negros de la U. de G. | México | A-2013 |
| Campeón de Ascenso        | Leones Negros de la U. de G. | México | 2014   |